# Veronica Negroni da Binasco
Veronica Negroni, nata Giovanna (Binasco, 1445 – Milano, 13 gennaio 1497), è stata una mistica italiana, conversa nel monastero agostiniano di Santa Marta in Milano.

## Biografia
Veronica Negroni nacque a Binasco da una famiglia poco abbiente, e venne battezzata col nome Giovanna; i suoi genitori si chiamavano Zanino e Giacomina. Data la povertà della famiglia, Giovanna cominciò a lavorare sin da piccola, sbrigando faccende e lavorando nei campi; non frequentò la scuola e tentò, senza successo, di imparare da sola a leggere durante la notte.

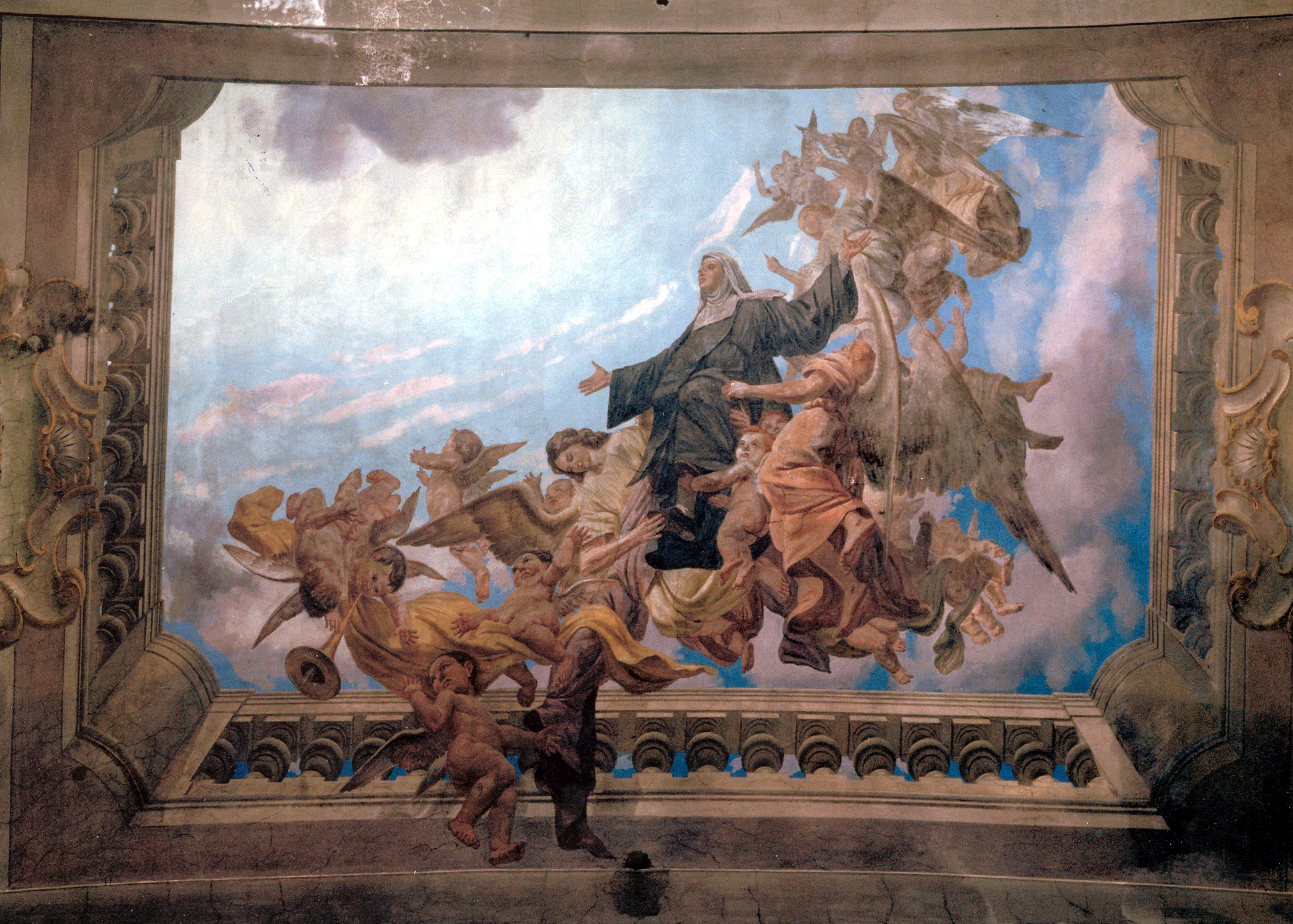
Assunzione della beata Veronica, affresco di Luigi Migliavacca nella chiesa parrocchiale di Binasco

Secondo la tradizione, sperimentò estasi e visioni mistiche sin da bambina; nel 1463 si recò a Milano per farsi monaca presso il monastero francescano di Sant'Orsola, ma non venne accolta; si rivolse poi a quello agostiniano di Santa Marta la cui superiora, suor Michelina Pozzo, la respinse per la sua ignoranza ponendole come condizione, prima di ripresentarsi, di imparare a leggere il salterio. A casa, le sarebbe quindi apparsa la Madonna stessa per insegnarle il catechismo: la Vergine glielo spiegò in forma di tre lettere, una bianca, una nera e una rossa, che simboleggiavano la purezza di cuore, la pazienza verso il prossimo e il ricordo di meditare ogni giorno sulla Passione di Cristo. Nel 1466, analfabeta tanto quanto prima, venne quindi ammessa nel monastero come conversa, assumendo il nome di Veronica, all'età di 22 anni, e le venne dato il compito di fare la questua per sostenere il monastero.
Per oltre vent'anni, Veronica subì intense fitte di dolore alternate ad estasi; portava inoltre il cilicio e si sottoponeva ad altre privazioni, mangiando male e patendo il freddo.
A partire dal 1485 le estasi di Veronica vengono documentate; le compare Cristo, sofferente in croce ma circondato di luce, e in seguito la religiosa viene perseguitata dal Demonio, prima tramite spaventi, poi con percosse. Segue tutta una serie di visioni in cui Veronica, tra le altre cose, è accusata e assolta da tutti i suoi peccati, vede Gesù bambino circondato da angeli al posto dell'ostia consacrata, assiste alle feste dei santi in Paradiso, vede l'Inferno e il Purgatorio, riceve la comunione da Cristo stesso ed è accompagnata da un angelo seduto sulla sua spalla.

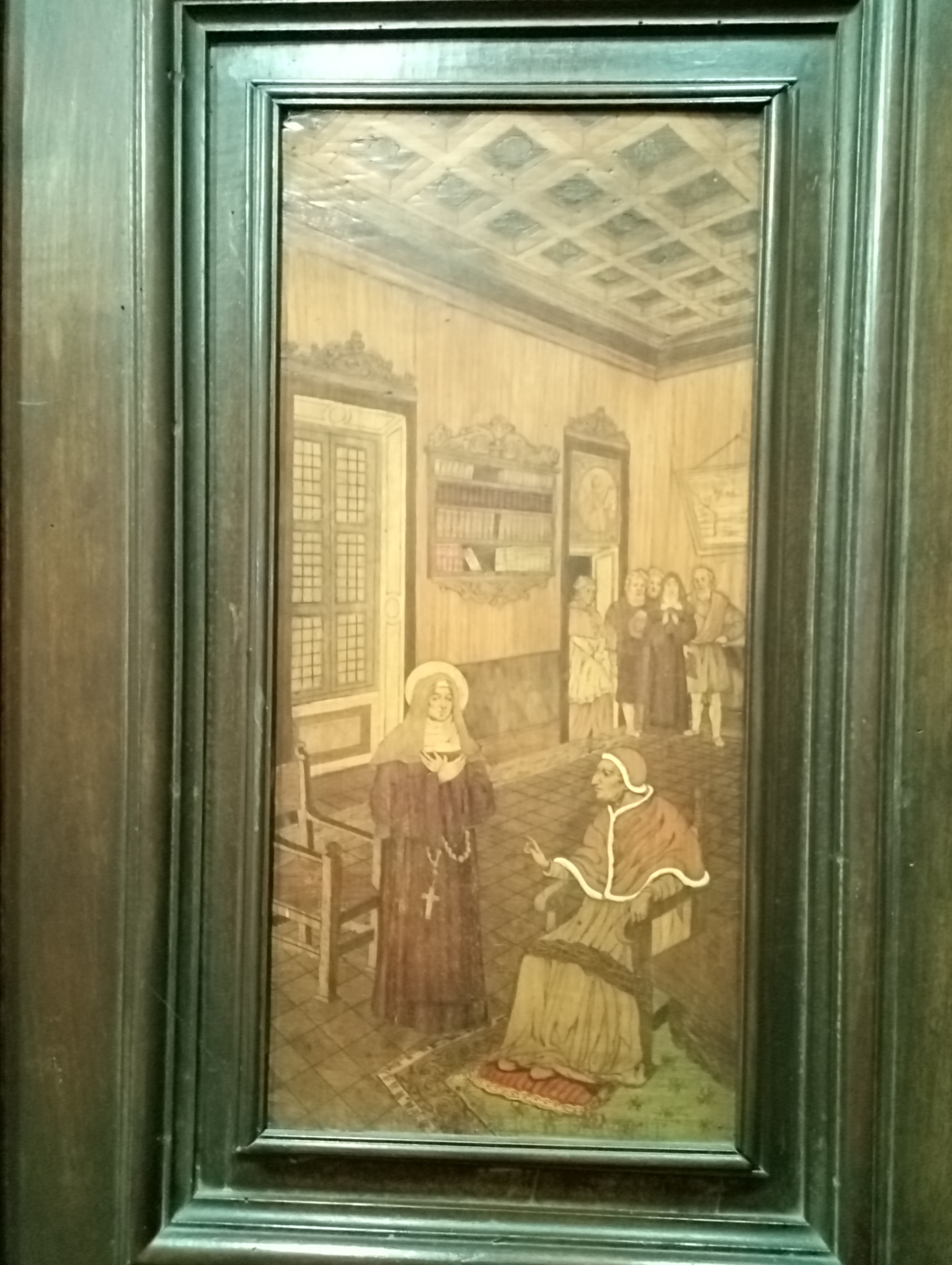
La Beata e Papa Alessandro VI: tarsia lignea policroma di Giacomo Bellotti da Treviso su disegni del pittore Luigi Migliavacca. Stalli del coro della Chiesa Parrocchiale di Binasco

 Dio avrebbe dato a Veronica anche il compito di convertire altre persone; il 15-17 ottobre 1489, ad esempio, Veronica si recò, accompagnata da altre due suore (Taddea e Simona), a Como per riferire ad un frate francescano di nome Giovanni i suoi vecchi peccati commessi dieci anni prima. Il 5 marzo 1492, invece, fece convocare il duca di Milano Ludovico il Moro, mettendolo in guardia sui peccati commessi nella sua corte e sulle tribolazioni che avrebbero patito se non fossero cessati. Veronica chiede e ottiene anche l'intercessione per la salute di varie persone, ad esempio suor Taddea, la sua segretaria, che si era gravemente ammalata nel marzo 1494; in tale occasione, come garanzia che Taddea sarebbe vissuta a lungo, la Madonna le consegnò una palmetta d'argento con inciso Ihs Maria, lavorata con vari colori simboleggianti le virtù donate da Dio a suor Taddea.

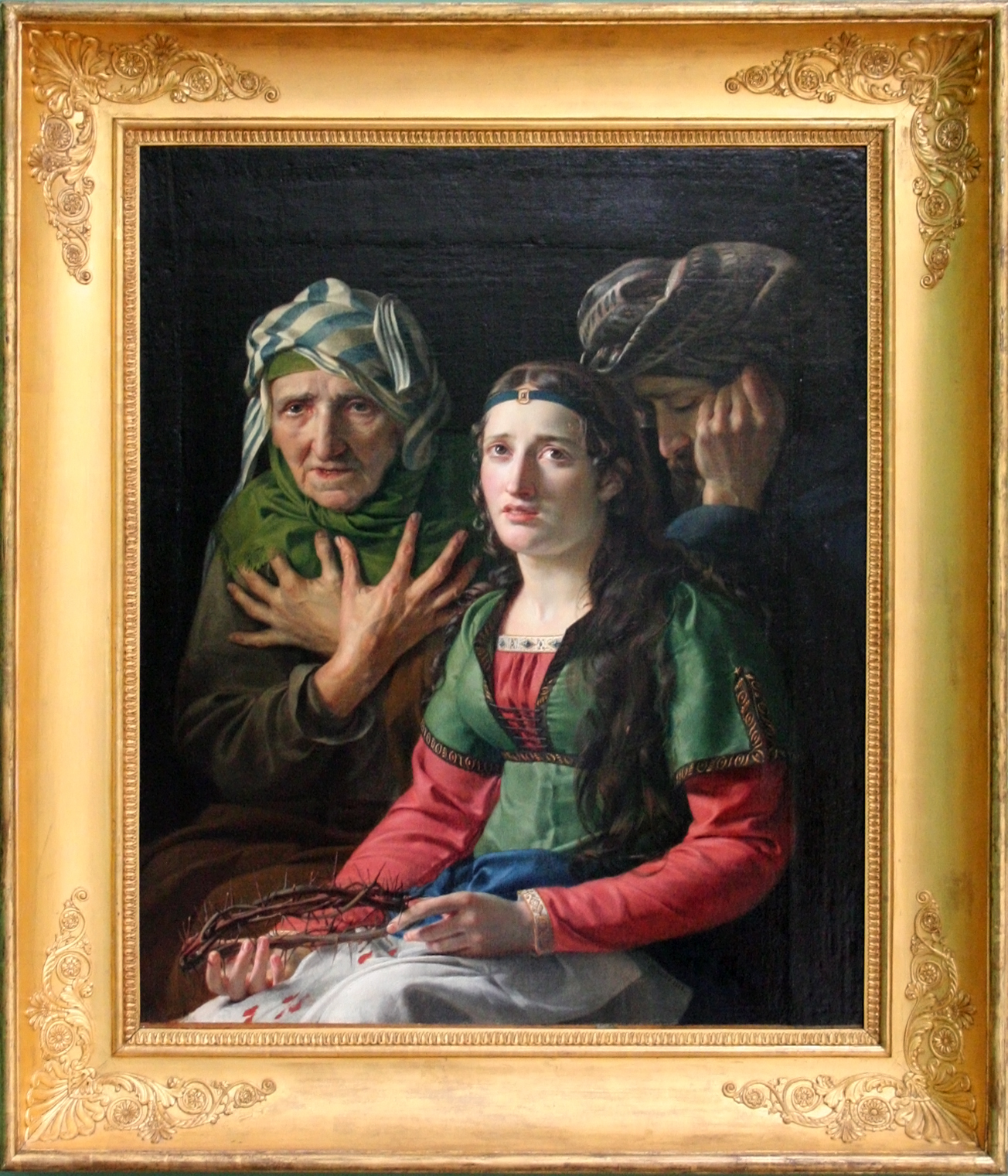
Veronica in un dipinto di François-Joseph Navez

Il 10 settembre 1495, su istruzione di Dio, Veronica, accompagnata da suor Taddea, partì per Roma per parlare a papa Alessandro VI; il colloquio avviene dopo otto giorni di attesa, e al termine il pontefice espresse parole di grande stima per la religiosa, che fece quindi ritorno al monastero. Secondo alcuni resoconti il papa, che durante l'udienza era impallidito, quando Veronica terminò fece alzare in piedi i suoi cortigiani, dicendo "Rendete onore a questa donna, perché è una santa".
Dopo una malattia durata alcuni mesi, Veronica si spense il 13 gennaio 1497, avendo predetto la data esatta della propria morte cinque giorni prima; le esequie vennero celebrate il seguente mercoledì 18 gennaio. Tredici giorni dopo il decesso, il corpo di Veronica era ancora nelle stesse condizioni del momento del trapasso.

## Culto

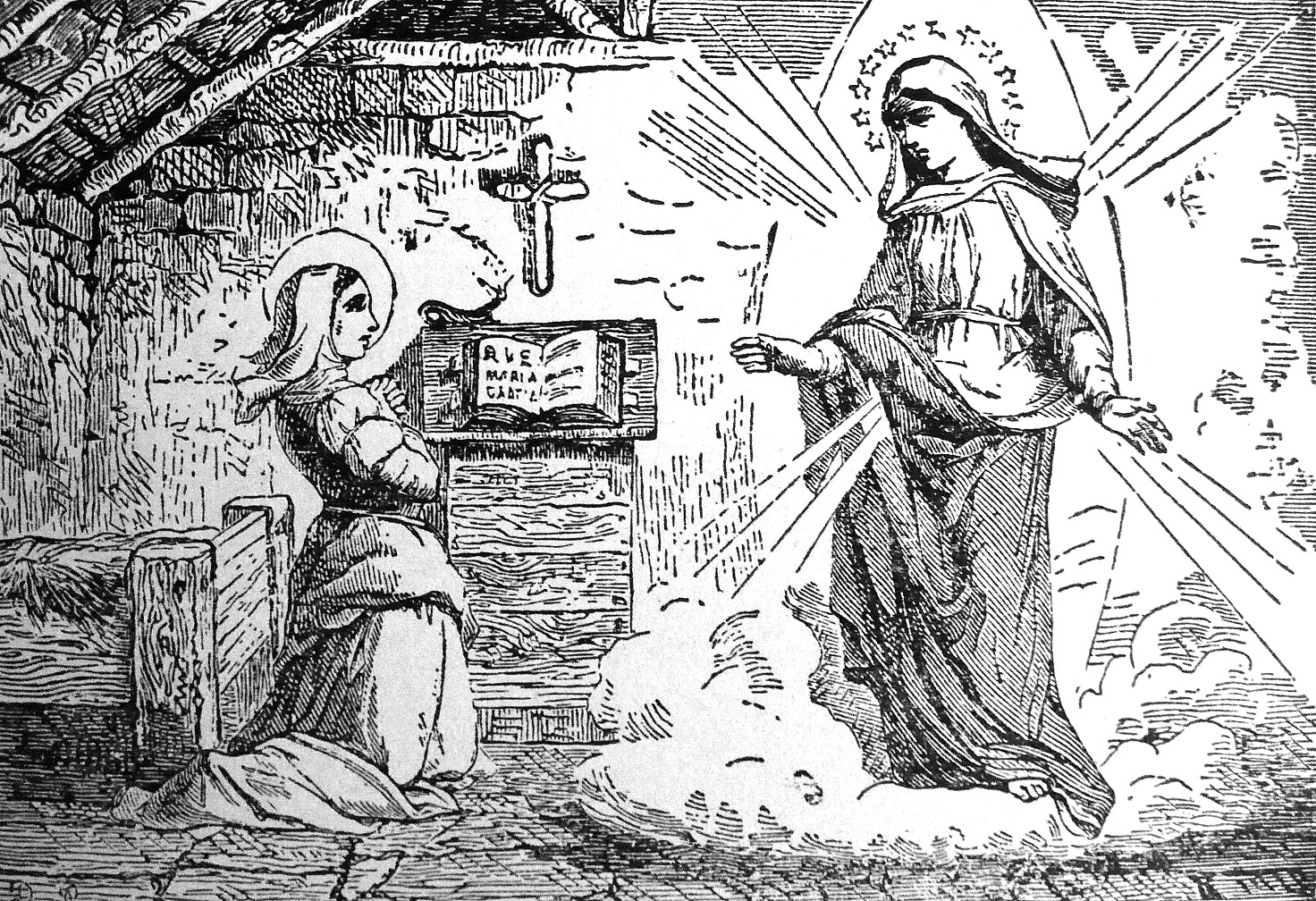
Un'illustrazione di Veronica durante un'apparizione della Vergine tratta da Little Pictorial Lives of the Saints (Stati Uniti, 1894)

La prima agiografia sulla vita di Veronica venne compilata da suor Benedetta da Vimercate, con l'aiuto di suor Taddea de Bonleij, che fu compagna di cella e segretaria della beata; una seconda agiografia, basata sulla prima, venne stesa dal teologo domenicano Isidoro Isolani; l'opera di Isolani, pubblicata nel 1518 e dedicata ai reali di Francia Francesco I e Claudia, contribuì molto alla popolarità della figura di Veronica e alla sua beatificazione.
Il culto della beata Veronica venne approvato il 15 dicembre 1517 con una breve di papa Leone X. Clemente X lo estese, il 6 febbraio 1672, a tutto l'ordine agostiniano, e infine Benedetto XIV, nel gennaio 1749, approvò la pubblicazione nel Martirologio Romano del nome della Beata Veronica, anche senza essere stata canonizzata. Va precisato che l'allora cardinale Prospero Lambertini nel suo De servorum Dei beatificatione et beatorum canonizatione (1734-1738), screditò la fama di santità di Veronica, e la sua canonizzazione non ebbe esito positivo.
Dopo alcune traslazioni, il corpo della beata Veronica si trova ora a Binasco, nella chiesa parrocchiale; il volto e le mani sono coperti da una maschera in argento realizzata, nel 1983, dal cesellatore milanese Marcello Minotto.

### Annotazioni
1. ↑  Per gratitudine, frate Giovanni donò a Veronica un breviario miniato su pergamena, ora conservato nell'archivio parrocchiale di Binasco.
2. ↑  Benedetta da Vimercate non parla mai di questa palmetta. Essa è ora conservata nell'Archivio Parrocchiale di Binasco; con la palmetta è conservata anche una penna d'argento che, secondo la tradizione, la Beata avrebbe usato per scrivere, su ispirazione divina, un'opera in lingua latina andata smarrita

### Fonti
1. 1 2 3 4 5 6 7 8 9 10 11 12   Beata Veronica da Binasco, su Santi, beati e testimoni. URL consultato il 20 giugno 2017.
2. 1 2 3 4 5 6 7 8 9  (EN) Blessed Veronica of Milan, su CatholicSaints.Info. URL consultato il 20 giugno 2017.
3. ↑  Da "Vita e visioni della beata Veronica Negroni di S. Marta"
4. 1 2  Benedetta da Vimercate, par. 2, cap. 104, p. 353.
5. ↑  Isolani, lib. 1, cap. 3.
6. ↑  Benedetta da Vimercate, par. 2, cap. 103, p. 349.
7. ↑  Benedetta da Vimercate, par. 1, cap. 1.
8. ↑  Isolani, lib. 1, cap. 8.
9. ↑  Benedetta da Vimercate, par. 1, cap. 2, p. 3.
10. ↑  Benedetta da Vimercate, par. 1, cap. 3, pp. 5-7.
11. ↑  Benedetta da Vimercate, par. 2, cap. 105, p. 357.
12. ↑  Isolani, lib. 12, cap. 31.
13. ↑  Benedetta da Vimercate, par. 1, cap. 5, p. 12.
14. ↑  Isolani, lib. 1, cap. 12.
15. ↑  Benedetta da Vimercate, par. 2, cap. 41, p. 159.
16. ↑  Benedetta da Vimercate, par. 2, cap. 14, p. 82.
17. ↑  Benedetta da Vimercate, par. 2, cap. 17, p. 91.
18. ↑  Benedetta da Vimercate, par. 2, cap. 100, p. 336.
19. ↑  Isolani, lib. 7, cap. 3.
20. ↑  Benedetta da Vimercate, par. 2, cap. 13, p. 74.
21. ↑  Benedetta da Vimercate, par. 4, cap. 9, p. 429.
22. ↑  Isolani, lib. 1, cap. 14.
23. ↑  Benedetta da Vimercate, par. 4, cap. 8, p. 425.
24. ↑  Isolani, lib. 2, cap. 17, 20.
25. ↑  Benedetta da Vimercate, par. 4, cap. 10, p. 431-432.
26. ↑  Benedetta da Vimercate, par. 4, cap. 17, p. 461, 463, 472.
27. ↑  Isolani, lib. 8, cap. 1.
28. ↑  Benedetta da Vimercate, par. 4, cap. 17.